# Eishockey-Europameisterschaft der Frauen 1993
Die 3. Eishockey-Europameisterschaft der Frauen fand vom 24. bis zum 27. März 1993 in Esbjerg in Dänemark statt. Die Mannschaften auf den Plätzen 1 bis 5 qualifizierten sich für die 3. Eishockey-Weltmeisterschaft der Frauen im Folgejahr.

Neu eingeführt wurde eine B-Gruppe mit Auf- und Abstiegsregelung zur A-Gruppe. Die Spiele der B-Gruppe wurden vom 22. bis zum 27. März 1993 in Kiew in der Ukraine ausgetragen.

## A-Gruppe

### Vorrunde
Gruppe 1
| Spiele      | FIN  | NOR | SUI  | Tore  | Pkt. |
| ----------- | ---- | --- | ---- | ----- | ---- |
| 1. Finnland |      | 8:3 | 17:1 | 25:04 | 4:0  |
| 2. Norwegen | 3:8  |     | 5:2  | 08:10 | 2:2  |
| 3. Schweiz  | 1:17 | 2:5 |      | 03:22 | 0:4  |

Gruppe 2
| Spiele         | SWE  | GER  | DEN | Tore  | Pkt. |
| -------------- | ---- | ---- | --- | ----- | ---- |
| 1. Schweden    |      | 10:3 | 6:0 | 16:03 | 4:0  |
| 2. Deutschland | 3:10 |      | 6:4 | 09:14 | 2:2  |
| 3. Dänemark    | 0:6  | 4:6  |     | 04:12 | 0:4  |

### Finalspiele
| Spiel um Platz 5 | Schweiz | 4:1 (0:0, 3:1, 1:0) | Dänemark                                     |  |
| Spiel um Platz 3 | Norwegen | 6:3 (1:1, 3:1, 2:1) | Deutschland                                  |  |
| Finale           | Finnland R. Nieminen (7:37) M. Ihalainen (12:30) H. Teerijoki (13:40) A. Haanpää (21:42) H. Teerijoki (23:00) S. Fisk (28:53) H. Teerijoki (56:09) M. Ihalainen (56:36) | 8:2 (3:2, 3:0, 2:0) | Schweden Y. Lindberg (9:04) C. Kempe (11:15) |  |

### Meistermannschaften
| Europameister Finnland | Kati Ahonen, Liisa-Maria Sneck, Tuula Puputti – Päivi Halonen, Kirsi Hirvonen, Satu Huotari, Kirsi Hänninen, Anne Haanpää, Marianne Ihalainen, Johanna Ikonen – Hanna Teerijoki, Liisa Karikoski, Riikka Nieminen, Taina Kiljunen, Tiia Reima, Sari Fisk, Susan Reima, Tinna Pihala, Petra Vaarakallio, Katja Lavonius, Marika Lehtimäki Trainer : Jouko Öystilä |
| Silber Schweden        | Annica Åhlén, Agneta Nilsson – Anne Ferm, Gunilla Andersson, Karin Andersson, Pernilla Burholm, Pia Morelius, Tina Månsson, Åsa Lidström – Camilla Kempe, Jane Läräng, Kristina Bergstrand, Lisa Plahn, Lotta Almblad, Maria Heindal, Minna Dunder, Pernilla Hallengren, Susanne Ceder, Ylva Lindberg, Åsa Elfving Trainer : Christian Yngve                     |
| Bronze Norwegen        | Hege Ask, Lena Bergersen, Inger Lise Fagernes, Kari Fjellhammer, Jeanette Giørtz, Jeanette Hansen, Hege Haugen, Camilla Hille, Aina Høve, Nina Johansen, Vibeke Lærum, Tonje Larsen, Marit Larssen, Birgitte Lersbryggen, Anne Meisingset, Gine Marie Moe, Hege Moe, Anne Therese Petersen, Kristina Søderstrøm, Vibeke Waters Trainer : Harald Haugen           |

### Auszeichnungen
| Auszeichnung        | Spieler         | Team     |
| ------------------- | --------------- | -------- |
| Top-Scorerin        | Hanna Teerijoki | Finnland |
| Beste Torhüterin    | Annica Åhlén    | Schweden |
| Beste Verteidigerin | Päivi Halonen   | Finnland |
| Beste Angreiferin   | Hanna Teerijoki | Finnland |

## B-Gruppe

### Qualifikation
Die Qualifikationsspiele wurden bereits im November 1992 ausgetragen. Sie erwiesen sich später als obsolet. Nachdem die Niederlande und Italien ihre Meldung zurückzogen, konnte auch der Verlierer der Qualifikation am Turnier der B-Gruppe teilnehmen.
|  | Lettland | 0:3 2:1 n. V. 0:2 | Ukraine | Riga, Lettland Kiew, Ukraine Kiew, Ukraine |

### Turnier
| Spiele            | LAT | CZE | FRA | GBR | UKR | Tore  | Pkt. |
| ----------------- | --- | --- | --- | --- | --- | ----- | ---- |
| 1. Lettland       |     | 3:1 | 4:3 | 3:0 | 0:1 | 10:05 | 8:0  |
| 2. Tschechien     | 1:3 |     | 3:2 | 1:1 | 3:0 | 08:06 | 5:3  |
| 3. Frankreich     | 3:4 | 2:3 |     | 7:2 | 1:0 | 13:09 | 4:4  |
| 4. Großbritannien | 0:3 | 1:1 | 2:7 |     | 1:0 | 04:11 | 3:5  |
| 5. Ukraine        | 1:0 | 0:3 | 0:1 | 0:1 |     | 01:05 | 2:6  |

### Auszeichnungen
| Auszeichnung        | Spieler             | Team       |
| ------------------- | ------------------- | ---------- |
| Top-Scorerin        | Catherine Laboureur | Frankreich |
| Beste Torhüterin    | Lolita Andriševska  | Lettland   |
| Beste Verteidigerin | Angela Lezzeiro     | Frankreich |
| Beste Angreiferin   | Milena Trčková      | Tschechien |